# ميري (لاعب كرة قدم)
ميري (بالإسبانية: Baldomero Hermoso Herrera)‏ هو لاعب كرة قدم إسباني في مركز الدفاع، ولد في 15 مارس 1975 في إل بويرتو دي سانتا ماريا في إسبانيا. لعب مع Jerez Industrial CF ‏.

## وصلات خارجية
- ميري (لاعب كرة قدم) على موقع Soccerway.com (الإنجليزية)